# Tricas
Tricas es un despoblado español del municipio de Fiscal, perteneciente a la provincia de Huesca, en la comunidad autónoma de Aragón.

## Historia
Hacia mediados del siglo XIX, el lugar pertenecía al municipio de Abella y Planillo. Aparece descrito en el decimoquinto volumen del Diccionario geográfico-estadístico-histórico de España y sus posesiones de Ultramar de Pascual Madoz con las siguientes palabras:

TRICAS: l. en la prov. de Huesca (19 horas), part. jud. de Boltaña (3), dióc. de Barbastro (18), aud. terr. y c. g. de Zaragoza (38), ayunt. de Abella y Planillo: sit. en la falda de un monte; su clima es frio; sus enfermedades mas comunes pulmonias y dolores de costado. Tiene 18 casas, inclusas las de Lacort; igl. parr. con los anejos de Ginobed y el mencionado Lacort, dedicada á Sta. Inés, y servida por un cura, y buenas aguas potables. Confina Janoves, el anejo de Gínobed, Giral y Albella: su térm. es comun á Lacort. El terreno es de mala calidad, y le fertilizan algun tanto las aguas de un r. llamado Ara. Hay montes cubiertos de arbustos, y un camino que dirige al puerto de Torla: recibe la correspondencia de Boltaña. prod.: trigo, legumbres, cáñamo, frutas y pastos; cria ganado lanar, vacuno y de cerda; caza mayor y menor, y pesca de truchas, barbos y anguilas. ind.: un molino harinero. comercio: estraccion de ganados, retornando vino, aceite y otros art. de consumo. pobl., riqueza y contr. (V. Lacort).
(Madoz, 1849, p. 156)

El lugar, que quedó despoblado, pertenece al término municipal de Fiscal.